# NGC 6760
NGC 6760 je kuglasti skup u zviježđu Orla.
Otkrio ga je John Russell Hind, 30. ožujka 1845. John Herschel je skup uključio u svoj katalog kao GC 4473, a John Louis Emil Dreyer ga je uvrstio u NGC kao NGC 6760. 

## Vanjske poveznice
- (engl.) SEDS: NGC 6760
- (engl.) Hartmut Frommert: Revidirani Novi opći katalog
- (engl.) Izvangalaktička baza podataka NASA-e i IPAC-a
- (engl.) Astronomska baza podataka SIMBAD
- (engl.) VizieR
- (engl.) Auke Slotegraaf: NGC 6760 Deep Sky Observer's Companion
- (engl.) Courtney Seligman: Objekti Novog općeg kataloga: NGC 6750 - 6799
- Skica NGC 6760[neaktivna poveznica], autor je Natko Bajić  Arhivirana inačica izvorne stranice od 14. listopada 2007. (Wayback Machine) iz Splita